# Дем'янюк Олександр Павлович
Олександр Павлович Дем'янюк (1950) — український дипломат. Надзвичайний та Повноважний Посол України

## Біографія
Народився 05 січня 1950 року в селі Довгалівка на Вінниччині. Закінчив Київський державний університет ім. Т.Шевченка, факультет міжнародних відносин, юрист-міжнародник.
З 1981 по 1991 — працював у секретаріаті Української РСР у справах ЮНЕСКО та в постійному представництві України при ЮНЕСКО в Парижі.
З 1991 по 1995 — перший секретар постійного представництва України при ЮНЕСКО.
З 1995 по 1998 — очолював Секретаріат національної комісії у справах ЮНЕСКО, заступник начальника Управління МЗС України.
З 1999 по 2003 — заступник постійного представника України при ЮНЕСКО.
З 2000 по 2001 — в.о. Постійного представника України при ЮНЕСКО.
З 01.2004 — 2005 — Тимчасовий повірений у справах України в Тунісі.
У 2005 — працював директором департаменту кадрів МЗС України.
З 28.11.2007 — 17 лютого 2012 — Надзвичайний та Повноважний Посол України в Республіці Кіпр.